# Olena Tsyhytsia
Olena Leonidivna Tsyhytsia ou Tsygytsa ou Tsygitsa, ou Tsigitsa (en ukrainien : Олена Леонідівна Цигиця), née le 8 avril 1975 à Kryvyï Rih, est une handballeuse internationale ukrainienne.

## Palmarès

### Compétition nationale
Compétitions internationales
- Finaliste de la Ligue des champions (1) : 2005
- vainqueur de la Coupe des vainqueurs de coupe (1) : 2001

Compétitions nationales
- Vainqueur du Championnat d'Ukraine (8) : 2000, 2001, 2002, 2003, 2007, 2008, 2010, 2011
- Vainqueur du Championnat de Macédoine (4) : 2003, 2004, 2005, 2006
- Vainqueur de la Coupe de Macédoine (4) : 2003, 2004, 2005, 2006

### Sélection nationale
- Médaille d'argent au Championnat d'Europe 2000
- 4e place au Championnat du monde 2003
- Médaille de bronze aux Jeux olympiques 2004

### Distinctions individuelles
- élue meilleure arrière gauche du Championnat d'Europe 2000
- élue meilleure arrière gauche du Championnat du monde 2003